# New Orleans
New Orleans (lokalna izgovorjava [nuːˈɔliənz, nuːˈɔlənz], angleška izgovorjava: /nuːɔrˈliːnz/; francosko La Nouvelle-Orléans, francoska izgovorjava: [lanuvɛlɔʀleɑ̃]) je pomembno pristanišče v Združenih državah Amerike in največje mesto v Louisiani. Mesto je središče širšega mestnega območja Greater New Orleans. 
New Orleans leži na jugovzhodu Louisiane ob izlivu reke Misisipi v Mehiški zaliv. Na severu ga obdaja jezero Pontchartrain in na vzhodu jezero Borgne.
Mesto se imenuje po francoskem regentu in vojvodi iz Orleansa, Filipu II., in je med najstarejšimi mesti v Združenih državah. Znano je po svoji večkulturni in večjezični dediščini, kuhinji, arhitekturi, glasbi (zlasti kot zibelka jazza) ter po letnem karnevalu (Mardi Gras) in drugih festivalih. Pogosto se omenja kot najbolj edinstveno mesto v Združenih državah. Leta 2005 ga je opustošil orkan Katrina, katerega posledice so v mestu še vedno vidne.

## Pobratena mesta
- Caracas, Venezuela
- Durban, Južna Afrika
- Holdfast Bay, Avstralija
- Innsbruck, Avstrija
- Juan-les-Pins, Francija
- Maracaibo, Venezuela
- Matsue, Japonska
- Mérida, Mehika
- Pointe Noire, Republika Kongo
- San Miguel de Tucuman, Argentina
- Tegucigalpa, Honduras